# Élections législatives de 1905 en Australie-Occidentale
Les élections législatives de 1905 en Australie-Occidentale se sont déroulées le 27 octobre 1905 pour élire les 50 membres de l'Assemblée législative d'Australie-Occidentale. La principale journée de vote était le 27 octobre, mais quatre circonscriptions isolées ont voté le 13 novembre. Les Ministérialistes sont sortis vainqueurs de cette élection. Leur chef, Hector Rason (en), était devenu le Premier ministre le 25 août précédent à la tête d'un gouvernement minoritaire à la suite de la chute du précédent gouvernement mené par Henry Daglish (en) du Parti travailliste. Il est dorénavant à la tête d'un gouvernement majoritaire, ayant remporté 15 sièges de plus que lors des élections précédentes. De son côté, les Travaillistes ont perdu huit sièges, incluant celui de leur chef Norbert Keenan (en).

## Résultats
| Inscrits                    | Inscrits                 | Inscrits                 | 121 722   |             |                      |                      |
| Abstentions                 | Abstentions              | Abstentions              | 68 826    | 56,54 %     |                      |                      |
| Votants                     | Votants                  | Votants                  | 52 896    | 43,46 %     |                      |                      |
|                             |                          |                          |           |             |                      |                      |
| Bulletins enregistrés       | Bulletins enregistrés    | Bulletins enregistrés    | 52 896    |             |                      |                      |
| Bulletins blancs ou nuls    | Bulletins blancs ou nuls | Bulletins blancs ou nuls | 535       | 1,01 %      |                      |                      |
| Suffrages exprimés          | Suffrages exprimés       | Suffrages exprimés       | 52 361    | 98,99 %     | 50 sièges à pourvoir | 50 sièges à pourvoir |
|                             |                          |                          |           |             |                      |                      |
| Liste                       | Tête de liste            |                          | Suffrages | Pourcentage | Sièges acquis        | Var.                 |
| Ministérialiste             | Hector Rason (en)        |                          | 28 189    | 53,84 %     | 33 / 50              | 15                   |
| Travailliste                | William Johnson (en)     |                          | 18 364    | 35,07 %     | 14 / 50              | 8                    |
| Travailliste indépendant    | s.o.                     |                          | 2 161     | 4,13 %      | 1 / 50               | 1                    |
| Ministérialiste indépendant | s.o.                     |                          | 1 943     | 3,71 %      | 2 / 50               | 2                    |
| Indépendant                 | s.o.                     |                          | 1 704     | 3,25 %      | 0 / 50               | 10                   |